# Tessa Thompson
Tessa Lynne Thompson (Los Ángeles, California; 3 de octubre de 1983) es una actriz estadounidense. Se hizo conocida por su rol en la película indie de 2009 Mississippi Damned. Obtuvo un mayor reconocimiento por sus papeles protagónicos como Nyla Adrose en la película dramática For Colored Girls (2010), la activista por los derechos civiles Diane Nash en la película de drama histórico Selma (2014), Bianca en la película de drama deportivo Creed (2015), Josie Radek en la película de terror de ciencia ficción Annihilation (2018) y la Agente M en Men in Black: International (2019).
Es conocida por interpretar a Valquiria en las películas del Universo cinematográfico de Marvel Thor: Ragnarok (2017), Avengers: Endgame (2019) y Thor: Love and Thunder (2022).
En televisión, actuó como Jackie Cook en el drama de misterio Veronica Mars (2005-2006), Sara Freeman en el drama policial de época Copper (2012-2013) y Charlotte Hale en el thriller de ciencia ficción de HBO Westworld (2016-presente).

## Biografía

### Inicios
Tessa Thompson es hija del cantante y compositor panameño Marc Anthony Thompson, de la banda neoyorquina Genius Chocolate, Inc y de Maciallah Thompson, de origen mexicano-europeo . Se crio entre Los Ángeles y Brooklyn (Nueva York). Hizo su debut teatral cuando cursaba el quinto grado de la escuela, junto a la actriz Amber Tamblyn. Asistió a la Escuela Secundaria de Santa Mónica y participó en diversas producciones de teatro en dicha institución. Luego fue al Santa Monica College, donde estudió antropología cultural.

### Vida personal
En junio de 2018, Thompson habló sobre su bisexualidad durante una entrevista con Porter Magazine declarando: En mi familia puedes ser lo que quieras ser. Me atraen los hombres y también las mujeres. Si traigo a casa a una mujer o a un hombre, ni siquiera tenemos que discutir. Estuvo en una relación con la cantante Janelle Monáe entre 2015 y 2017.

## Carrera

### Televisión
Comenzó en el teatro profesional de Los Ángeles. Es más conocida por su papel de Jackie Cook en la serie dramática del canal The CW Veronica Mars, interpretando a un personaje regular en la segunda temporada. Algunas de sus apariciones adicionales en televisión incluyen un papel como invitada en el episodio de Cold Case titulado "Best Friends", como Wilhemenia "Billie" Ducette, y como Camille, la sobrina del Dr. Richard Webber, en el drama médico de la cadena ABC Anatomía de Grey. En 2007, fue parte del elenco de la serie Hidden Palms, retratando a Nikki Barnes. Luego, trabajó en papeles como estrella invitada en Life y Private Practice. También apareció en la cuarta temporada de la serie Héroes. En 2010 tuvo un papel de invitada como la esposa de un detective en Detroit 187. En 2012, tuvo un papel como invitada como la hija de Gavin Doran, Sasha, en 666 Park Avenue.
En 2013, protagonizó la primera serie original de BBC America, Copper. Desde 2016 interpreta a Charlotte Hale en la serie de HBO Westworld.

### Cine
Su primera aparición en un largometraje fue en la adaptación de la película de terror de 2006 Cuando llama un extraño, en el papel de Scarlet. Actuó junto a Mary Elizabeth Winstead en la película de baile Make it Happen (2008) e hizo otras dos películas ese año: The Human Contract y Periferia. En 2009, Thompson apareció en Mississippi Damned.
Apareció en For Colored Girls (2010), seguida de la película independiente Dear White People (2014). Luego, interpretó a una activista de derechos civiles, Diane Nash, en la película Selma (2014). En 2015 interpretó el rol de Bianca en Creed, continuación de la saga de Rocky.
En 2017 interpretó el papel de Valquiria en la película Thor: Ragnarok. En junio de 2017, Thompson participó en la película de comedia de ciencia ficción Sorry to Bother You, lanzada el 6 de julio de 2018.

### Teatro
En 2002, hizo su debut en el escenario profesional en la producción The Tempest, de Los Angeles Women's Shakespeare Company. En 2003, apareció como Julieta en Romeo y Julieta: Antebellum New Orleans, 1836 con The Theatre @ Boston Court en Pasadena (California). Este rol le valió una nominación al Premio de Teatro NAACP.  En 2016, participó en una obra de off-Broadway de Lydia R. Diamond titulada Smart Farms, en el teatro Second Stage Theatre, junto a Mahershala Ali, Joshua Jackson y Anne Son.

### Música
Trabajó con el compositor y productor Jesse Nolan y con Stephen Edelstein en una agrupación llamada Caught a Ghost. Aparece en la biografía de la página web de la banda y se dice que proporciona «voces y percusiones sensuales». El sonido del grupo se explica en su página web como una fusión de «elementos funcionales que incluyen composiciones del Motown y Stax con influencias de dubstep, rap de los años 1990 y de la electrónica contemporánea».

## Filmografía

### Cine
| Año  | Título                      | Personaje      |
| ---- | --------------------------- | -------------- |
| 2006 | When a Stranger Calls       | Scarlet        |
| 2008 | Make It Happen              | Dana           |
| 2008 | The Human Contract          | Waitress       |
| 2009 | Mississippi Damned          | Kari Peterson  |
| 2010 | Everyday Black Man          | Claire         |
| 2010 | Exquisite Corpse            | Liz            |
| 2010 | For Colored Girls           | Nyla Adrose    |
| 2011 | Periphery                   | Caitlin        |
| 2011 | Red & Blue Marbles          | Becca          |
| 2012 | Murder on the 13th Floor    | Nia Palmer     |
| 2013 | Automotive                  | Maggie         |
| 2013 | South Dakota                | Chris          |
| 2013 | Grantham & Rose             | Wallis         |
| 2014 | Dear White People           | Samantha White |
| 2014 | Selma                       | Diane Nash     |
| 2015 | Creed                       | Bianca         |
| 2016 | War on Everyone             | Jackie Hollis  |
| 2017 | Thor: Ragnarok              | Valquiria      |
| 2018 | Sorry to Bother You         | Detroit        |
| 2018 | Aniquilación                | The Surveyor   |
| 2018 | Little Woods                | Ollie          |
| 2018 | Creed 2                     | Bianca         |
| 2019 | Avengers: Endgame           | Valquiria      |
| 2019 | La dama y el vagabundo      | Reina (voz)    |
| 2019 | Men in Black: International | Agente M       |
| 2020 | Sylvie's Love               | Sylvie         |
| 2021 | Passing                     | Irene Redfield |
| 2022 | Thor: Love and Thunder      | Valquiria      |
| 2022 | The Listener                | Beth           |
| 2023 | Creed 3                     | Bianca         |
| 2023 | The Marvels                 | Valquiria      |

### Televisión
| Año       | Título                  | Personaje                   | Nota(s)                                                                                               |
| --------- | ----------------------- | --------------------------- | --- |
| 2005      | Cold Case               | Wilhemina "Billie" Doucette | Serie de televisión. Episodio: "Best Friends"                                                         |
| 2005-2006 | Veronica Mars           | Jackie Cook                 | Serie de televisión. Papel regular (12 episodios)                                                     |
| 2006      | Anatomía de Grey        | Camille Travis              | Serie de televisión. Episodios: "Deterioration of the Fight or Flight Response", "Losing My Religion" |
| 2006      | The Initiation of Sarah | Esme                        | Película para televisión                                                                              |
| 2007      | Hidden Palms            | Nikki Barnes                | Serie de televisión. Papel principal (7 episodios)                                                    |
| 2008      | Life                    | Liza                        | Serie de televisión. Episodio: "Trampilla (Trapdoor)"                                                 |
| 2009      | Mental                  | Lainey Jefferson            | Serie de televisión. Episodio: "Lines in the Sand"                                                    |
| 2009      | Private Practice        | Zoe                         | Serie de televisión. Episodios: "Yours, Mine & Ours", "Strange Bedfellows"                            |
| 2009      | Héroes                  | Rebecca Taylor              | Serie de televisión. Episodios: "Hysterical Blindness", "Strange Attractors", "Shadowboxing"          |
| 2009      | Three Rivers            | Penelope Kirkell            | Serie de televisión. Episodio: "A Roll of the Dice"                                                   |
| 2010      | Betwixt                 | Jenny                       | Película para televisión                                                                              |
| 2010      | Blue Belle              | Blue                        | Serie de televisión. Papel principal (5 episodios)                                                    |
| 2010      | Detroit 1-8-7           | Lauren Washington           | Serie de televisión. Episodios: "Local Hero/Overboard", "Home Invasion/Drive-By", "Blackout"          |
| 2011      | Off the Map             | Sydney                      | Serie de televisión. Episodio: "A Doctor Time Out"                                                    |
| 2011      | Rizzoli & Isles         | Agente del FBI Anna Farrell | Serie de televisión. Episodio: "He Ain't Heavy, He's My Brother"                                      |
| 2012-2013 | 666 Park Avenue         | Sasha Doran                 | Serie de televisión. Papel recurrente (5 episodios)                                                   |
| 2012-2013 | Copper                  | Sara Freeman                | Serie de televisión. Papel principal (19 episodios)                                                   |
| 2016      | BoJack Horseman         | Tanisha (voz)               | Serie de televisión. Episodio: "Love And/Or Marriage"                                                 |
| 2016      | Westworld               | Charlotte Hale              | Serie de televisión. 5 episodios                                                                      |

## Premios y nominaciones
| Año  | Premio                                    | Categoría                               | Trabajo nominado   | Resultado |
| ---- | ----------------------------------------- | --------------------------------------- | ------------------ | --------- |
| 2009 | American Black Film Festival              | Mejor Actor                             | Mississippi Damned | Ganadora  |
| 2011 | Black Reel Awards                         | Mejor Actuación Revelación              | For Colored Girls  | Ganadora  |
| 2014 | Premios Gotham                            | Actor de avance                         | Dear White People  | Ganadora  |
| 2014 | Premios NAACP Image                       | Actriz destacada en una película        | Dear White People  | Nominada  |
| 2014 | Black Reel Awards                         | Mejor Actriz                            | Dear White People  | Nominada  |
| 2015 | African-American Film Critics Association | Mejor actriz de reparto                 | Creed              | Ganadora  |
| 2016 | Teen Choice Awards                        | Actriz de Drama                         | Creed              | Nominada  |
| 2016 | Premios NAACP Image                       | Mejor Actriz de Reparto en una Película | Creed              | Nominada  |